# Eli’aw
Eli’aw (hebr.: חרוב) – wieś położona w samorządzie regionu Lachisz, w Dystrykcie Południowym, w Izraelu. Wcześniej wieś nazywał się Haruf.
Leży na pograniczu północno-zachodniej części pustyni Negew i Szefeli, w pobliżu miasta Kirjat Gat.

## Historia
Osadę założono w 2004.